# Churchill Mk. IV
O Tanque de Infantaria Mk IV (A22) foi um veículo pesado do Reino Unido, da infantaria do exército. Na Segunda Guerra Mundial, mais conhecido por Sua blindagem e sua utilização como base de muitos veículos especializados. Esta série de tanques foi nomeado como Winston Churchill, que não foi apenas o primeiro - ministro do Reino Unido no momento, mas que durante o Primeira Guerra Mundial tinha se envolvido com o desenvolvimento do tanque como uma arma.

## História
Inicialmente especificados antes da eclosão da Segunda Guerra Mundial, o (A20) era para ser o substituto pelo tanque Matilda II e tanque Valentine. De acordo com a British Infantary Tank baseia - se na doutrina e as necessidades previstas da Primeira Guerra Mundial que eram no estilo trincheira, o tanque era obrigado a ser capaz de transpaçar em terreno, obstáculos da infantaria  (como Arame farpado) e atacando defesas fixas adversárias; para esses fins, grandes velocidades desse armamento pesado não era exigida.
A tarefa de concepção e construção da A20 foi dado a Harland e Wolff, que até junho de 1940 tinham construído quatro protótipos. O veículo estava armado com duas metralhadoras cada localizadao um em cada lado, e planos existiam, para um período adicional de uma terceira arma em um ponto central do veículo. Os A20 foram de curta duração no entanto, ao mesmo tempo, a emergência Operação Dynamo da Forças Expedicionárias britânicas de Dunkirk ocorreu. Com Batalha de França, o cenário de trincheira de guerra já não era aplicável e as especificações e foram revistos pelo Dr. HE Merritt, director do design do tanque, com base no combate à verificada na Invasão da Polónia 1939 e França. Estas novas especificações, o (A22) ou tanque de Infantaria Mark IV, foi dada a Vauxhall Motors.
Com a invasão alemã a procura iminente do Reino Unido, depois de terem perdido a maior parte de seus veículos militares na evacuação da França, o Ofício de Guerra especificou que a produção do A22 deveria começar no ano seguinte. Em julho de 1940 o projeto foi concluído e até Dezembro do mesmo ano, o primeiro protótipos foi concluído; era, em junho de 1941, quase exactamente um ano, conforme especificado, que o primeiros tanques Churchill começaram a materializar-se fora de linha de produção.
O tanque próprio enviado com um documento do fabricante que afirmava que tinham grande confiança nos desenhos fundamentais do tanque, mas que não tinham sido enviados, sem tempo para uma boa avaliação.
Este desenvolvimento precipitado não havia chegado sem custo entanto, como não tinha sido pouco no modo de teste e os Churchill eram atormentados com defeitos mecânicos. Mas aparente foi o Churchill de baixo poder e motor fiável, uma situação muito pior feita pelo motor foi a falta de acessibilidade. Outra grave lacuna do tanque foi seu fraco armamento, a metralhadora de 40 milímetros, que era de certa forma fixada pela adição de um howitzer de 3 polegadas no casco (o Mc IICS tinha o howitzer na torre) para entregar ele tinha um escudo mas não sobre a howitzer tipo trajectórias. Estas falhas contribuíram para o tanque de fraco desempenho em sua primeira luta, o desastroso início, em agosto de 1942.
O fraco desempenho da produção causada pelo Churchill quase deixou de ser a substituíção do Cromwell Mk VIII (A27M). O Churchill foi salvo pelo aparecimento do muito melhorado Mk III, que apareceu em março de 1942 e os primeiros viram utilização operacional durante a Segunda Batalha de El Alamein, em Outubro do mesmo ano. Na sequência as Campanhas da Tunísia e Campanha da Itália (II Guerra Mundial, o Mk III e seus sucessores imediatos continuaram a provar a sua utilidade. Entre as inúmeras correções mecânicas, o Mk III foi distinta para remover as armas anterior do Churchill e utilizando o nova arma de (57 milímetros), em uma nova concepção de torre.
A segunda grande melhoria no Churchill foi a  concepção do Mk VII, a primeira utilização operacional viu na Batalha da Normandia em 1944. O Mk VII melhorada sobre a já pesada armadura do Churchill com um maior chassi e os armamentos de 75 milímetros, que havia sido introduzida no Mk VI. Foi principalmente esta variante, o A22F, que serviu até o final da guerra e foi renomeado como A42, em 1945.
O Churchill foi também muito notável por sua versatilidade e foi utilizado em numerosas batalhas especiais. Além disso, em testes realizados no Madang do Exercito da Austrália, em meados - 1944, a pedido da British War Office, o Churchill foi testado contra o M4 Sherman, e constatou-se de Ser, em geral, um tanque de superioridade na selva de guerra.
A União Soviética recebeu um total de 301 Churchills Mk.III e Mk.IV tipos como parte do programa de cooperação.
O tanque permaneceu no serviço da Exército britânico até 1952.
O Exército britânico teve a entrega de quatro tanques Churchill Mk VI em 1948. Eles foram arrendados da British War Office como veículos de ensaios até 1954, quando foram adquiridos definitivamente. Esta aquisição foi, não obstante o facto de o fornecimento e transporte do corpo de oficinas, que os manteve, haviam noticiado que tinha todas as peças sobresselentes, mas esgottaram. As experiências foram realizadas envolvendo substituir o existente Bedford com um motor Rolls Royce Merlin este motor salvo de um avião Air Corps Seafire. A experiência não foi um sucesso, embora as razões não forem reveladas. Em 1967 apenas um Churchill permaneceu em serviço, e em 1969 todos foram reformados. Um permanece preservado no Curragh Camp. O Churchill foi uma escolha incomum para o Exército da Irlanda,
como a maior parte do país nessa altura consistia em estradas estreitas e pequenos campos com sebes e valas restringindo os movimentos de veículos blindados. Em geral, o Exército tem sempre invocado leves, veículos blindados utilizáveis, como o Panhard AML e o FV101 Scorpion dos tempos modernos.

## Design
O casco foi feito de chapas planas e simples inicialmente cadeado, mas mais tarde soldados juntos. A suspensão foi montada no âmbito dos dois grandes "painéis" de ambos os lados do casco - a faixa rodando sobre o topo. Havia onze bogies em ambos os lados, cada um carregando duas rodas  de 10 polegada. Apenas nove dos bogies estavam levando o peso do veículo normalmente, entrando em cena a frente do nariz do veículo no chão ou contra um obstáculo, a traseira agindo em parte como uma faixa tensora. Devido ao número de rodas, o tanque poderia sobreviver sem perder vários efeitos que o afecta-se de alguma maneira.
Os dois motores foram conectados através de uma capota comum, alimentado por uma transmissão regenerativa dirigida por um leme de barra, em vez de alavancas ou volante. O Churchill também foi o primeiro a utilizar o tanque Merritt - Brown, o que permitiu ao tanque ser dirigido por mudar a parente das velocidades das duas esteiras; este efeito foi mais pronunciado como as engrenagens foram reduzidas, permitindo O tanque girar totalmente em seu próprio eixo, enquanto que em ponto morto.
As primeiras torres foram expressas como uma forma arredondada, suficiente para que o relativamente pequeno para o canhão arma. Para cumprir o seu papel como um veículo de infantaria para apoiar os primeiros modelos que foram equipados com um howitzer de 3 polegadas no casco em um esquema muito semelhante ao do francês Char B. Isso permitiu que o tanque de girar numa única rodada mantendo as capacidades de antitanque da arma. No entanto, à semelhança de outros tanques múltiplos  com arma, que eram limitados por um pobre raio de fogo - todo o tanque tinha que ser girado para alterar o objectivo da torre de tiro. O Mk II dispensava a howitzer e substituiu-o por um arco de metralhadora e sobre o Mk III, a arma foi substituída, aumentando significativamente as capacidades do tanque com o antitanque. O tanque sofreu modificação no campo Campanha da África do Norte com vários Churchills estar equipados com a arma de 75 milímetros de destruição do M4 Sherman denominando de "NA75", variantes foram utilizadas na Itália. A utilização das armas de 75 milímetros, o que foi inferior como uma arma antitanque, mas melhor como um todo - em torno da arma foi feita um logo padrão em sucessivas versões. Todos para os diversos Churchills feito uso do periscópio do tanque Vickers MK.IV.
A blindagem sobre o Churchill, muitas vezes considerada a sua característica mais importante, foi originalmente especificada para um mínimo de 16 mm e um máximo de 102 milímetros, esta foi aumentada com o Mk VII para um intervalo de 25 mm a 152 milímetros.
Embora essa armadura fosse consideravelmente mais grossa que seus rivais (incluindo o alemão Tiger I), não foi, reduzindo a sua eficácia. Posteriores modelos tiveram armadura extras pelo expediente de solda em placas extras.
Porque os motores no Churchill nunca foram atualizados, o reservatório se tornou cada vez mais lento como adicional armadura e armamento foi equipada e peso aumentou, enquanto o Mk I pesava 39118 kg eo Mk III pesava 39626 kg, a Mk VII pesava 40643 kg. Isto provocou uma redução na velocidade máxima do reservatório a partir de sua versão original 26 km/h e até 20,5 km/h. Os motores também sofreram com muitos problemas mecânicos.
Outro problema foi o tanque's relativamente pequena turret que impediu a utilização de poderosas armas, mas os 75 milímetros arma tinha razoável poder. Embora a espessa armadura poderia suportar várias correspondências a partir de qualquer German AT arma, mesmo alguns dos famosos 88, as armas frequentemente faltava ponche de volta para lutar eficazmente. Embora anteriormente Churchills poderia outgun muitos tanques alemães médio, como o Panzer IV, o barril versão curta e os Panzer III 'a 50 milímetros pistola com o seu 6 pdr, no final da guerra Churchill estava armado com Um general utilizar 75 milímetros pistola enquanto alemães tinham 75 milímetros de alta velocidade canhões como seu principal armamento.
The Churchill tinha muitas variações, incluindo muitos especializados modificações. A mudança mais significativa para o Churchill era que era upgunned de 2 - pounder a 6 - pounder e, em seguida, 75 milímetros pistolas, no decurso da guerra. Até ao final da guerra, o falecido modelo Churchill MK VII tinha excepcionais montantes de armadura - consideravelmente mais do que o alemão Tiger I. No entanto, a fraqueza fogo nunca foi completamente resolvidas.
É importante notar que, não obstante as suas muitas falhas, o Churchill tinha uma vantagem significativa que foi visível em toda a sua carreira. Esta é a habilidade de superar obstáculos muito maior do que todos os outros reservatórios da mesma época. Esta proeza servido bem, especialmente durante os combates na Normandia particularmente a captura de Hill 309 entre os dias 30 e 31 de julho 1944, na Operação Bluecoat conduzidas pelo Corpo VIII da Inglaterra.

## Operadores
- Austrália retirado, substituído pelo Centurion.
- Canadá retirado, substituído pelo Centurion.
- Irlanda retirado em 1969, substituído pelo Comet I.
- Polónia (Forças Armadas Polonesas do Oeste) retirado em 1947, não substituído.
- Reino Unido retirado, substituído pelo Centurion.
- União Soviética (Lend-Lease) retirado, substituído pelo IS-3 e T-10.
- Iraque retirado, substituído pelo Centurion.